# 스카포크
스카포크(영어: Scarfolk)는 작가이자 디자이너인 리처드 리틀러에 의해 창조된 가공의 마을이다. 잉글랜드 북부에 존재한다고 묘사된다.

## 개요
1979년 이후 발전하지 않은 스카포크는 1970년대와 이후 현대 사회에 대한 풍자적 메타포이다. 전체주의, 교외 지역의 생활, 신비주의와 종교, 학교와 유년기, 그리고 성 차별과 인종주의 같은 사회적 주제를 다룬다.
처음에 스카포크는 스카포크 의회의 기록 보관소에서 찾을 수 있는 가상의 유물을 선보이는 가짜 블로그(Fake blog)를 통해 소개되었다. 가상의 유물은 시대를 대표할 수 있는 공지문, 절판된 서적, 레코드와 카세트 커버, 광고물, 텔레비전 프로그램 스크린샷, 살림살이, 음성과 영상 기록 등을 포함한다. 이에 더해 가상의 스카포크 주민들을 묘사하는 작은 삽화가 덧붙여졌다. 스카포크의 공지문은 다음과 같은 문장으로 끝나곤 한다. "자세한 정보를 얻으려면 다시 읽으시오."(For more information please reread.)
스카포크의 기록물로써 등장하는 각종 자료들은 영국의 공공 기관에서 발행한 인쇄물에서 영감을 얻은 실용주의적 디자인을 바탕으로 제작되었다.

## 사건사고
2014년 1월 31일 런던 이브닝 스탠더드는 조너선 스위프트의 1792년작 《A Modest Proposal》 표지 대신 스카포크의 책 《아이들 먹기: 인구 조절과 식량난》(Eating Children: Population Control & The Food Crisis)의 표지를 싣는 실수를 저질렀다.

## 평가
스카포크는 영국 국내외에서 긍정적인 평가를 받았다. GQ는 스카포크를 인터넷 역사상 가장 우스꽝스러운 100가지 것들에 선정했다. 크리에이티브 리뷰, 인디펜던트, 텔레그래프 등의 언론은 리처드 리틀러의 인터뷰와 관련 정보를 보도했다.

## 같이 보기
- 웰컴 투 나이트베일